# Avaliação de empresas
Na administração, a avaliação de empresas e negócios consiste no processo usado para o apuração do valor de uma determinada entidade, seja ela comercial, industrial, de serviços ou ainda de investimento, que tem como intuito exercer uma actividade económica. A avaliação de empresas também é conhecida como Valuation, que é o seu termo correspondente em inglês.
Existem diversos modelos e variadas técnicas, simples ou mais complexas para o apuramento do valor da empresa, residindo no entanto a complexidade de apuramento sobretudo nos valores subjectivos que revestem a avaliação, pois o valor de uma empresa é em última análise o equilíbrio entre o que o vendedor aceita como preço perante todas as alternativas de que dispõe, e o que o comprador estiver disposto a pagar, que poderá incluir além do valor de mercado esperado, o Goodwill envolvido na aquisição.*
Avaliar significa apurar ou estimar o valor de determinada coisa, assim avaliar é sem dúvida um processo bastante subjectivo, pois depende de um conjunto vário de condicionantes alguns deles deveras subjectivos como por exemplo: as características do avaliador, a finalidade da avaliação (compra, venda, fusão, liquidação, gestão para valorização da empresa), do contexto económico, social e político em que a avaliação é realizada, bem como dos diversos modelos de avaliação existentes.

## Objetivos da avaliação de empresas
A avaliação pode servir para vários propósitos, cada um com exigências e critérios específicos. Entre os principais:
- Compra e venda de empresas: ajuda a definir um preço justo de mercado e sustentar negociações.
- Fusões e aquisições (M&A): determina a contribuição de cada parte na nova entidade.
- Captação de investimento: permite justificar o valor da empresa perante investidores (ex. capital de risco, business angels).
- Planeamento sucessório ou partilhas: especialmente relevante em empresas familiares ou em casos de divórcio.
- Entrada/saída de sócios: define o valor das quotas ou ações para compensações justas.
- Reestruturações internas: permite analisar se um segmento do negócio deve ser encerrado, vendido ou expandido.
- Avaliação para efeitos fiscais ou contabilísticos: como nos casos de reavaliação de ativos, impairment, ou reporte financeiro.[2]

## Valor e preço
O preço é a expressão numérica do valor de troca, expressão vulgarmente utilizada em economia para reflectir a quantidade de unidade monetária necessária para que se verifique a troca, não se esgotando no entanto a noção de valor neste contexto, como é exemplificado pelo Professor J. Carvalho das Neves no seu livro "Avaliação de Empresas e Negócios" na pag. 4 "um computador com um processador 386 não tem valor de troca; portanto, o seu preço ou valor de troca é nulo. No entanto, tem valor de uso, na medida em que, estando em funcionamento, é utilizado para processar textos e folhas de cálculo, pelo que acrescenta valor".
Desta forma, considera-se valor, ao valor de uso do bem, à sua utilidade. O bem pode já não ter valor de troca/mercado, mas ter ainda valor de uso pois permite ainda gerar valor com a sua utilização para além do seu tempo de vida esperado e até após ser já considerado obsoleto. Ao preço, atribui-se a designação de valor (monetário) de troca, valor pelo qual o vendedor está disposto a vender o bem e o comprador está disposto a comprá-lo.

## Valor de mercado (esperado)
A definição de  valor de mercado traduz o valor pelo qual uma empresa poderia ser transaccionada no mercado que seja competitivo e aberto para uma troca justa entre vendedor e comprador, sendo ambos conhecedores do negócio, prudentes e sem urgência em efectuar o negócio, embora interessados e dispondo de alternativas.
Estão envolvidos factores internos à empresa como a qualidade dos seus recursos humanos, produtos e imagem da empresa, assim como factores externos à mesma como são exemplos a concorrência, regulamentação do sector e tendências da economia em geral.

## Valor intrínseco ou de rendimento
O valor intrínseco ou de rendimento representa uma opinião de valor produzida por um avaliador, baseada na percepção das características inerentes ao investimento, através do método do valor esperado fluxos de caixa actualizados ou dos lucros supranormais.
Não é tomada em consideração a existência de um investidor específico e quando congrega a opinião de todos os investidores, o valor intrínseco acaba por se transformar em valor de mercado.
Um dos métodos preferenciais para a avaliação de empresas de pequena e média dimensão, é o método dos cash – flows descontados. Para além de ser o mais aceite, este método faz a análise da capacidade futura da empresa em gerar riqueza num espaço tempo mínimo de 5 anos. Assim, quanto maior for o seu potencial de gerar valor no futuro, maior será também o valor da empresa.
No Método dos Cash-Flows descontados os ativos fixos e o histórico da empresa são tido em consideração, porém o mais importante são as projeções futuras no que diz respeito ao futuro da empresa e da capacidade da mesma em gerar receitas.

## Valor fundamental
O valor fundamental é uma perspectiva utilizada no mercado de capitais com o pressuposto de que o valor intrínseco de uma acção pode ser determinado através da avaliação rigorosa de algumas variáveis fundamentais como o lucro, os dividendos, a estrutura financeira, as perspectivas de mercado ou a qualidade da gestão entre outras. Não pressupõe a existência de um investidor/comprador específico.
O valor fundamental é usado para comparação com os preços de cotação e consequente tomada de decisão:
- Se a cotação estiver acima do valor fundamental, a decisão passa por recomendar a venda.
- Se a cotação estiver abaixo da do valor fundamental, a decisão passa por recomendar a compra.

Na essência, o valor intrínseco e o valor fundamental têm o mesmo significado.

## Valor para o investidor
A avaliação de valor para o investidor é efectuada levando em conta nos seus cálculos factores que diferem dos utilizados no valor intrínseco, já que considera variáveis específicas que dizem respeito aquele investidor em particular. Por exemplo, a recente aquisição da Compal pela Sumolis teve com certeza em conta as sinergias que esta aquisição geraria em termos de enriquecimento do seu portfólio, permitindo aumentar a massa crítica dos seus negócios. Estaria pois em posição de atribuir maior valor por esse negócio do que por exemplo uma instituição financeira como a CGD, anterior accionista maioritário.

## Valor residual
As análises do valor fundamental e do valor intrínseco consistem em dois períodos de vida da empresa:
- O período de previsão anual
- O período residual

No primeiro período, é projectada a actividade da empresa anualmente para apuramento dos lucros, dividendos e fluxos de caixa anuais.
O valor residual refere-se ao valor da empresa no final do período de previsão explícito.
O período residual refere-se ao valor da empresa no final do período previsto

## Valor Justo
A noção de valor justo é ambígua e de utilizações diversas, pelo que se opta pela designação utilizada pelos International Valuation Standards Council (IVSC), que diz que "o preço, expresso em dinheiro ou equivalente, a que uma propriedade troca de proprietário entre um hipotético e interessado comprador e um hipotético e interessado vendedor, num mercado aberto e sem restrições, sem que nenhum esteja forçado a comprar ou a vender, e em que ambos têm conhecimento razoável dos factos relevantes". Se entendermos propriedade como a empresa, chegamos assim ao valor justo desta.
O IASB lançou recentemente o IFRS 13 que regulamenta a apuração do valor justo internacionalmente, tendo como correspondente no Brasil o CPC 46. Neste consta a definição de valor justo como "o preço que seria recebido pela venda de um ativo ou que seria pago pela transferência de um passivo em uma transação não forçada entre participantes do mercado na data de mensuração." 

## Valor Percebido (pelo cliente)
Valor Percebido é a utilidade dada a determinado produto ou serviço em função da percepção do cliente, e não da posição da empresa no mercado. Tem subjacente o conceito de benefícios incorporados versus o seu custo de aquisição. Para um determinado produto ou serviço gozar de um valor percebido pelo cliente quererá dizer que o cliente reconhece um benefício na oferta da empresa em comparação com os benefícios oferecidos pela concorrência.
(Valor oferta – Preço oferta = Benefícios da Oferta)  > (Valor alternativa - Preço alternativa = Benefícios da Alternativa)

## Valor de liquidação
O valor de liquidação é aquele que a empresa tem caso seja necessário proceder à sua liquidação ou no caso do seu valor de mercado ser inferior ao valor dos activos deduzidos do passivo, tornando-se mais interessante para o investidor.
Este valor tenderá a ser menor quanto maior for a urgência na venda e menor for o poder de decisão do vendedor.

## Valor contabilístico ajustado
O valor contabilístico ajustado encontra-se após se adicionar, retirar ou diminuir valores ao activo e passivo contabilístico da empresa.
Verificando-se a existência de activos ou passivos não afectos à exploração do negócio, torna-se então necessário fazer alguns ajustamentos para que possamos obter apenas o montante de capital efectivamente empregue nas operações. Seguem-se alguns exemplos de ajustamentos que se podem efectuar:
- Imobilizados em Curso – Uma vez que se tratam de activos que ainda não se encontram em exploração e que, como tal, não contribuem ainda para o retorno do negócio estes valores não serão incluídos no CE Operacional;
- Imobilizados não Afectos à Exploração – No caso de se verificar a existência de imobilizados que não são assignáveis às operações do negócio estes não deverão ser considerados no cálculo do CE Operacional;
- Activos Operacionais não Reflectidos no Balanço – Sempre que se verifique a existência de activos operacionais que não estejam reflectidos no balanço estes deverão ser adicionados no cálculo do CE Operacional (ex- imobilizados totalmente amortizados geradores de resultado);
- Investimentos Financeiros – Os investimentos financeiros representam o investimento num negócio, susceptível também ele da necessidade de realização de ajustamentos, e não contribuem para a performance operacional pelo que não serão considerados no CE Operacional. A sua análise será feita ao avaliarmos os negócios que essas participações representam;
- Goodwill – O Capital Empregue Operacional poderá ser calculado antes e depois de goodwill. Se pretendermos analisar não apenas a forma como o negócio remunera o capital nele investido, mas também um prémio que o accionista tenha pago pela sua aquisição deveremos então incluir o goodwill no cálculo. O goodwill será sempre considerado pelo seu valor bruto no pressuposto de que, sendo um prémio pago pelo accionista, não sofre depreciação.
- Empréstimos de/a Empresas do Grupo – Os empréstimos de/a empresas do grupo  não relacionadas com a actividade operacional do negócio não devem ser consideradas para efeitos do CE Operacional.
- Clientes/Fornecedores/Outros Devedores/Outros Credores –  No caso de se verificarem créditos/débitos não resultantes da actividade operacional estes não serão incluídos no cálculo do CE Operacional (Ex: Relações de maximização da eficiência fiscal, fee’s de gestão de cariz extra operacional);
- Fornecedores de Imobilizado – Considera-se que os valores em fornecedores de imobilizado estarão relacionados com o imobilizado em curso pelo que não são considerados para efeitos de cálculo do CE Operacional
- Subsídios ao Investimento – Os subsídios ao investimento, por serem equiparados a uma fonte de financiamento, serão retirados ao passivo circulante.

## Valor substancial
O valor substancial é o valor que se apura através da soma dos valores atribuídos aos diferentes valores patrimoniais, segundo um dos critérios antes referidos. O valor substancial pode ser determinado na óptica da entidade (valor substancial bruto) ou na óptica dos capitais próprios (valor substancial líquido).
Na óptica da entidade, quanto ao valor substancial bruto, pode ser apurado de duas formas:
- O valor substancial bruto corresponde à avaliação individual dos elementos do activo, e inclui todas as rubricas do activo do balanço contabilístico avaliadas ao justo valor, sendo esta, a óptica tradicional do balanço
- O valore substancial bruto económico corresponde ao valor substancial bruto reduzido do passivo cíclico. Desta forma, apresenta-se o valor substancial seguindo a perspectiva do balanço funcional para a análise financeira, sendo esta, a forma mais usada na determinação do valor económico acrescentado.
Na óptica dos capitais próprios, o valor substancial líquido corresponde ao valor substancial bruto deduzido de todo o passivo, isto é, corresponde ao capital próprio.
Justo valor pela Directriz Contabilística nº 13
Sabendo a importância do valor substancial líquido baseado no "justo valor" para a determinação do Goodwill (Trespasse), são descritas os critérios definidos pela Comissão Contabilística para a determinação desse valor. A directriz contabilística tem como objectivo a determinação do valor substancial líquido ao justo valor, que é determinado por avaliação rubrica a rubrica do justo valor do activo, deduzindo do justo valor do passivo.
As rubricas do balanço ao justo valor são apuradas, de acordo com a referida directriz, são feitas a partir do
- Títulos Negociáveis e de Investimento;
- Dívidas a receber;
- Matérias-primas;
- Obras e trabalhos em curso;
- Produtos acabados e semi-acabados;
- Terrenos e edifícios:
- Equipamento e instalações (Sendo estas avaliadas em função do uso)
		- Se para uso continuado;
		- Se para uso temporário;
		- Se para venda ou detidos para posterior venda de a uso;
- Activos Intangíveis;
- Outros activos (incluindo Recursos Naturais);
- Activos líquidos afectos a pensões ou obrigações respeitantes a pensões;
- Activos e passivos por efeito de imposto;
- Dívidas a pagar e acréscimos;
- Passivos contingentes e compromissos com probabilidade de originar passivos;

## Goodwill(valor de trespasse)
O Goodwill é resultado da soma de uma variedade intangível de valores integrantes da empresa e que dela não são dissociáveis como a reputação, fidelidade da clientela, notoriedade das marcas entre outros factores que a valorizam.
Este valor representa o excedente entre o preço da transacção e o valor dos activos e passivos da empresa, avaliados individualmente e ao justo valor (valor do capital próprio).
Caso resulte da avaliação dos activos e passivos da empresa, efectuada como atrás se descreve, um valor negativo, o valor do Goodwill é negativo e não deve ser designado de Badwill.
Por norma, os analistas financeiros tendem a encontrar este valor pela diferença entre o valor intrínseco e o valor substancial, avaliado ao justo valor.
Justo valor, pelas novas normas contabilísticas, é a quantia pela qual um activo pode ser trocado ou um passivo liquidado, entre as partes conhecedoras e dispostas a isso, numa transacção em que não exista relacionamento entre elas.
A atribuição deste valor é extremamente difícil, pelo que muitas vezes ultrapassa significativamente o valor contabilístico dos seus activos.
No entanto, pela entrada em vigor do Sistema de Normalização Contabilística (SNC), no dia 1 de janeiro de 2010, o Goodwill, através da Norma Contabilística e de Relato Financeiro (NCRF) 14, passa a ser mesurado ao justo valor, deduzido de perdas por imparidade, deixando de ser amortizado.
Esta norma deverá ser aplicada na contabilização de concentrações de actividades empresariais, onde esta pode envolver a aquisição dos activos líquidos, onde se inclui qualquer trespasse (goodwill), de outra entidade em vez da compra do capital próprio da outra entidade, ou seja, é a junção de entidades ou actividades empresariais separadas numa única entidade que relata, resumindo, o goodwill corresponde a benefícios económicos futuros, resultantes de activos que não são capazes de ser individualmente identificados e separadamente reconhecidos.
Pelo que segundo esta norma, uma actividade empresarial define-se como um conjunto integrado de actividades conduzidas e de activos geridos com a finalidade de proporcionar:
- Um retorno aos investidores, ou;
- Custos mais baixos ou outros benefícios económicos directa e proporcionalmente aos participantes.

## Premissas fundamentais de cada avaliação

### Princípio da continuidade
Admite-se que uma empresa funciona de forma continuada, com duração ilimitada, sem intenção nem necessidade de encerrar, nem diminuir a sua actividade, partindo do princípio de que é viável. Os valores intrínseco e fundamental, pressupõem o normal funcionamento da empresa, enquanto que o seu valor de liquidação indicaria o seu valor à data de alienação se tal situação se verificasse.

### Nível de controle do capital social
Determina quem tem acesso à tomada de decisão sobre a vida da empresa. A percentagem de capital detido, vai ser decisiva no controle da empresa. O nível de controlo pode variar de acordo com a percentagem de capital detido por cada sócio, o número de sócios, o seu poder na empresa etc.

### Grau de Liquidez
Os accionistas necessitam poder a qualquer momento transformar em dinheiro o investimento que realizaram. Se a empresa, estiver cotada em bolsa e o seu desempenho for bom, então o volume de transacção dos seus títulos será grande, o que vai permitir uma maior liquidez.
A liquidez é o termo usado para nos dizer à "quantia" pela qual um bem pode ser comprado ou vendido sem que o preço seja prejudicado. No caso das acções, também se refere à capacidade de um accionista em vender rapidamente a acção. Muitas vezes, os novos investidores preferem bens líquidos uma vez que podem ficar com o dinheiro mal necessite dele.
A liquidez é uma característica indispensável a considerar numa decisão de investimento. Resumidamente, podemos descrever liquidez como o grau de conversão de um activo em dinheiro. Um activo é tão mais líquido quanto mais fácil for convertê-lo em notas e moedas. Pelo contrário, um activo pouco líquido é difícil de vender.
A importância da liquidez de um título é fundamental para que o valor do mesmo não se altere. Por muito alto que seja o valor de um título se este não tiver liquidez o seu valor desaparece.

### Propósitos da avaliação
A avaliação pode ser feita, com a intenção de venda ou compra, de uma parte ou totalidade da empresa. Pode também, ser efectuada por motivo de separação de sócios ou accionistas, divórcio de um deles, por motivos fiscais ou para cisão da empresa. Estes propósitos conduzem evidentemente a medidas diferentes de avaliação de acordo com o propósito. Para a venda de empresa é fundamental ocorrer primeiramente o processo de avaliação, com base nos métodos descritos. Se uma avaliação realista, é muito díficil ser bem sucedido um bom negócio para ambas partes, pois o vendedor desconhece o valor da sua empresa e por isso poderá fazer uma mau negócio e o comprador poderá estar a fazer a um proposta acima do valor de mercado da empresa. Assim, para a Venda de Empresa, é fundamental primeiramente a Avaliação da Empresa.

## Due diligence
Para se poder conhecer melhor a empresa que se pretende avaliar, é necessário recolher toda a informação disponível sobre todos os seus recursos, o meio onde está inserida, oportunidades e riscos de negócio que podem ter um impacto significativo nos seus fluxos de caixa.
Depois de definidos o objecto e os objectivos da avaliação, é importante a escolha das técnicas a utilizar, para assim se poder definir um plano de recolha de informação, fundamentalmente para conhecer melhor a empresa que é objecto de avaliação.
Para isso é necessário ter a noção da importância da pesquisa de informação que é relevante sobre todos os recursos da empresa, tais como os activos, os passivos, a tecnologia, as pessoas e a situação jurídica. As oportunidades de negócio, os riscos associados ao passado, ao presente e ao futuro da empresa que possam de alguma forma ter impacte sobre os fluxos de caixa.
A value diligence deve servir e contribuir desta forma, para o processo de avaliação e para a elaboração do plano de integração da empresa após a aquisição, de modo que, não haja uma concentração técnica de avaliação, deixando de analisar outros riscos que podem ser também importantes para a mesma avaliação de empresa.
Assim, deve proceder-se à pesquisa de informação nas áreas fundamentais de análise sobre todos os aspectos relevantes com impacte sobre o valor da empresa, através de auditorias que permitam esta análise.
Deve assim estudar e avaliar:
- A estratégia 
- As estratégias de Marketing e Distribuição 
- A tecnologia e as operações laborais 
- O pessoal e a cultura organizacional
- O Imobilizado
- A situação financeira
- A situação fiscal 
- A legalidade
- A relação ambiental

## Métodos de avaliação de empresas
Existem diversas formas de se avaliar uma empresa. Na maioria das casos, vários métodos são utilizados ao mesmo tempo.
| Premissa da avaliação                          | Critério                | Observações ou exemplos                                           |
| ---------------------------------------------- | ----------------------- | ----------------------------------------------------------------- |
| Avaliação baseada em ativos                    | Liquidação              | Liquidação                                                        |
| Avaliação baseada em ativos                    | Custo de reposição      |                                                                   |
| Avaliação baseada em fluxo de caixa descontado | Ótica da firma (ativos) | WAAC, APV, Excesso de retorno (EVA) etc                           |
| Avaliação baseada em fluxo de caixa descontado | Ótica do acionista      | Dividendos                                                        |
| Avaliação relativa/comparativa                 | Setor                   | Lucros, valor contábil, receita, fatores específicos do setor etc |
| Avaliação relativa/comparativa                 | Mercado                 | Lucros, valor contábil, receita, fatores específicos do setor etc |
| Contingente (opções reais)                     | Opções de diferimento   | Patentes, reservas inexploradas                                   |
| Contingente (opções reais)                     | Opções de expansão      | Empresas novas, terrenos ociosos com valor comercial              |
| Contingente (opções reais)                     | Opções de liquidação    | Patrímonio líquido de empresas em dificuldade.                    |

### Avaliação por comparação com o mercado
Escolhe-se uma empresa concorrente que esteja cotada e utiliza-se o preço de transacção como base comparativa com a empresa que se está a avaliar. Neste método existe a dificuldade de se encontrar uma empresa que permita uma comparação adequada visto nenhuma empresa ser igual a outra.

#### a) Avaliação pelo PER – O múltiplo dos resultados líquidos
Quando queremos fazer a avaliação de uma empresa por comparação com o mercado, o PER (price earnings ratio)  é um dos múltiplos mais utilizados no mercado financeiro. É calculado através da razão entre o Preço de cotação (P) ae o resultado (lucro) por ação (RPA). 
{\displaystyle PER={\frac {P}{RPA}}}
Um PER elevado pode indicar: 1) boas expectativas de crescimento esperado, 2) acções com pouco risco ou empresa sobreavaliada. Um PER baixo indica o contrário.

#### b) Avaliação pelo PCE - O múltiplo do autofinanciamento bruto
O autofinanciamento bruto é igual à soma dos Resultados liquidos com Amortizações e Provisões do exercício
O múltiplo do autofinanciamento bruto é igual ao Preço de cotação (P) a dividir pelo autofinanciamento bruto por acção (CEA ou ABA)
{\displaystyle PCE={\frac {P}{CEA}}={\frac {P}{ABA}}}
A estimativa do preço da empresa a faz-se multiplicando o PCE da empresa comparável com o autofinanciamento bruto por acção da empresa a avaliar
{\displaystyle Pa=PCEc\cdot ABAa}

#### c) Avaliação pelo PBV - O múltiplo do valor contabilistico
O price book value (PBV) permite comparar a cotação da empresa com o valor contavbilistico do capital próprio. Desta forma:
PBV < 1 → as ações da empresa são vendidas a um valor inferior ao valor contabilistico
PBV > 1 → as ações da empresa são vendidas a um valor superior ao valor contabilistico
{\displaystyle PBV={\frac {P}{VCA}}}
Sendo que:
P - Preço de cotação
VCA - Valor contabilístico por acção, ou seja, o capital próprio a dividir pelo número de acções em circulação.
Este rácio é utilizado para comparação com empresas do sector, comparáveis por semelhança de competitividade, antiguidade e tipo de tecnologia utilizada, estruturra financeira, estrutura de activos, recursos humanos estruturados de forma equivalente, com o mesmo nível de produtividade e sujeitas às mesmas condições económicas como a inflação, taxas de câmbio, etc.
A avaliação através deste rácio tem alguns inconvenientes:
- Valor influenciado pelas práticas contabilísticas das empresas;
- Dificuldade na identificação de empresas comparáveis;
- Pouco relevante para empresas de serviços com activos fixos de valor reduzido;
- Não aplicável a empresas tecnicamente falidas.
Este valor, price book value compara cotações da empresa com o valor contabilístico de capital próprio.Logo, um PBV inferior a 1, significa que as acções da empresa estão a ser vendidas a um valor inferior ao seu valor contabilístico, enquanto que um PBV superior a 1, reflecte um valor superior ao seu valor contabilístico.
Pode-se então dizer, para outros métodos comparativos, o essencial é existir empresas cotadas com características semelhantes às da empresa que se pretende avaliar ou então haver preços de transacção fora de bolsa.Para empresas com base de comparação devem ter um nível de risco semelhante ao da empresa que se pretende avaliar.Logo, pressupõe-se que as empresas que se pretende avaliar tenham as mesmas condições económicas, como por exemplo as taxas de câmbio, inflação,, competitividade,etc, perante os mesmos princípios contabilísticos e semelhantes dentro destes aspectos: competitividade; antiguidade dos activos e tipo de tecnologia, estrutura financeira, estrutura de activos, estrutura de recursos humanos, tecnológicos e produtividade.
Algumas vantagens para a utilização do PBV, deve-se ao facto de se poder utilizar para empresas com resultados negativos ao contrario do PER: O PBV,é um indicador estável, simplista, e mede o valor criado relativo aos capitais investidos pelos accionistas na empresa.
Por outro lado, o valor contabilístico do capital próprio é influenciado pelas políticas contabilísticas das empresas, é difícil encontrar no mercado empresas que sejam comparareis, e o PBV não é aplicável a empresas tecnicamente falidas, isto é, que apresentem valores contabilísticos do capital próprio negativo. Para calcular o PBV, será possível a partir de variáveis da empresa, como por exemplo o modelo de Gordon, que será uma avaliação feita a partir dos dividendos.Este modelo vai poder medir, os dividendos do próximo ano, que por sua vez estima os custos do capital próprio, e mede também a taxa de crescimento dos dividendos.

#### d) Avaliação pelo PS - O múltiplo do volume de negócios
O Price to Sales (PS) é igual ao preço de cotação (P) a dividir pelo Volume de negócios por acção ou pode calcular-se pela divisão entre o Valor do Capital Próprio a preços de mercado(VCP) e o Volume de negócios (VN). Calcula-se:
{\displaystyle PS={\frac {P}{VNA}}={\frac {VCP}{VN}}}
O PS apresenta uma relação directamente proporcional com a rendibilidade das vendas, a taxa de distribuiçãop dos lucros, e a taxa de crescimento da empresa e é proporcionalmente inversa  ao risco da empresa assim como ao seu custo de capital.
Vantagens do PS
- Aplica-se a empresas com resultados líquidos negativos ou tecnicamente falidas
- Menor impacto das políticas contabilísticas
- Menor volatilidade do que o PER

Inconvenientes do PS
- Não considera o risco de negócio e o risco financeiro
- Não reflete as diferenças em termos de margens e estrutura de custos
- Afectado pela política de preços

### Custos do capital
O conceito de custo de capital é normalmente associado ao retorno que determinado investimento deve proporcionar, sendo definido como a taxa de remuneração exigida pelos investidores, tendo em conta o risco do negócio. Particularizando ao nível das empresas, o conceito de custo do capital prende-se com as decisões dos investidores sobre os activos em que investir e a forma de os financiar, tendo presente a maximização do valor da empresa. Num mercado intensivo em capital, como o das comunicações electrónicas, este problema é particularmente importante.
Em geral só serão concretizados os projectos de investimento que à partida garantam, no mínimo, rentabilidades iguais às que são proporcionadas pelo mercado para investimentos de risco semelhante. Esta taxa de mercado seria o custo de capital adequado.
A obrigação de orientação dos preços para os custos, aplicável a operadores com PMS em alguns mercados relevantes, visa fixar os preços a um nível que permita ao mercado funcionar adequadamente, tanto quanto possível como se de um mercado em concorrência se tratasse tendo em consideração o investimento realizado pelo operador e permitindo-lhe uma rentabilidade desse capital adequada, tendo em conta os riscos envolvidos.
Este custo de capital pode não ser o mesmo para os vários serviços da empresa, pelo que o factor de desconto deve ter em consideração o risco associado a cada projecto.
A taxa de custo de capital próprio aplicada na actualização dos fluxos deve corresponder ao respectivo risco associado a esses fluxos. Mesmo partindo deste princípio é muito difícil quantificar rigorosamente o risco associado a cada tipo de fluxo.
Os métodos de avaliacção do risco e da rendibilidade baseiam-se maioritariamente na análise de mercado e das empresas comparáveis.
A exactidão desta estimativa depende da eficiência dos mercados, de modo que a relação entre risco e rendibilidade é consistente entre os diversos investimentos com risco possivelmente comparável. É importante que os investidores estejam bem informados e de forma atempada sobre as expectativas de rendimento e risco das empresas no mercado de capitais, para que o preço de cotação possa reflectir correctamente a percepção dos investidores acerca da situação da empresa.
É igualmente importante a estabilidade prolongada entre o risco e a rendibilidade, sobretudo quando aplicados modelos que se baseiam em dados históricos. Caso isto não se verifique, poderá ser colocada em causa a veracidade dos resultados, quando aplicada uma média, pois coloca todos os anos com valores iguais quando estes podem não ser lineares.

#### 1.1. Custo médio do capital (WACC)
Representa o custo da utilização do capital empregue no negócio. É obtido multiplicando o CE pela taxa do custo médio ponderado do capital próprio e alheio (WACC). No cálculo do custo do capital devemos utilizar o valor médio do capital empregue ao longo do período. A taxa WACC, ao considerar também o custo do capital alheio, considera o benefício fiscal pelo facto de se verificar o pagamento de juros sobre esse capital.
Na definição de uma rendibilidade de capitais razoável para os operadores notificados, o método geralmente aceite é o WACC (Weighted Average Cost of Capital). O WACC deve ser aplicado ao valor do capital para determinar qual o rendimento que deve ser recuperado.
Assim, o WACC corresponde ao custo do capital e é calculado com base no custo da estrutura financeira da empresa, isto é, tendo em consideração o recurso a dívida e a capitais próprios, ou seja
A carga de imposto a que os operadores notificados estão sujeitos, devido ao efeito de alavancagem que provocam, devem ser considerados no cálculo do custo de capital. Deste modo, a fórmula seria:
É normal considerar, para efeitos de financiamento dos activos fixos, os empréstimos que se encontram associados aos investimentos estruturais de médio e longo prazo, possuindo, portanto, carácter de permanência na empresa. O custo da dívida é uma média ponderada do custo dos vários empréstimos da empresa ou o rating de crédito de longo prazo.
No que respeita ao custo dos capitais próprios, este deve ser igual à remuneração proporcionada por investimentos alternativos de risco semelhante. Para a determinação deste custo existem vários métodos, sendo mais utilizado o CAPM.
A taxa de imposto a considerar deverá ser a taxa efectiva de imposto incorrida pelo operador no ano para o qual se está a calcular o custo de capital.

#### 1.2. Método CAPM
```
O 
Modelo de precificação de ativos financeiros
 (CAPM, na sigla em inglês) 
```

é um modelo que estudo o custo do capital próprio. Este modelo, largamente usado
```
pelo mercado, explica a diferença no risco e rentabilidade entre as várias empresas 
```

través de um único fator: a correlação com o mercado.

#### 1.3. Parâmetros de cálculo
A definição dos parâmetros necessários para o cálculo do CAPM é determinante para uma correcta valorização do custo dos capitais próprios.
A taxa de remuneração de investimentos sem risco é, normalmente, determinada com base em obrigações do tesouro de longo prazo (10-30 anos). Idealmente deveriam ser utilizadas obrigações com uma maturidade que corresponda ao horizonte temporal sobre o qual a taxa de rendibilidade será aplicada ou, alternativamente, uma maturidade que reflicta a vida económica dos activos relevantes. Deve-se ainda ter em conta o horizonte temporal considerado para a definição do prémio de risco.
O prémio de risco do mercado é uma medida das expectativas de longo prazo do investidor e pode ser derivado com base em dados históricos ou através da construção de um modelo forward-looking. O prémio de risco de mercado histórico corresponde às diferenças históricas entre as rendibilidades do mercado e obrigações do tesouro. Um modelo forward-looking para determinar o prémio do risco de mercado seria baseado em previsões da taxa de crescimento dos dividendos e em valores de mercado actuais. Este modelo tem sido usado recentemente em algumas análises através da seguinte fórmula:
Em que D1 corresponde aos dividendos do período seguinte, P0 é o valor actual de mercado, g a taxa de crescimento de dividendos estimada e rf a taxa de rendibilidade sem risco.
O coeficiente β reflecte o montante de risco sistemático que se aplica a uma determinada série de cash-flows sendo calculado com base na covariância entre as rendibilidades do mercado e as da empresa ou de um projecto da empresa. Assim, como é determinado por variações nas rendibilidades, as expectativas de cash-flows futuros desempenham um papel mais importante na determinação do coeficiente β do que os cash-flows actuais. No entanto, tendo em conta a maior complexidade e subjectividade subjacente ao desenvolvimento de modelos preditivos, este coeficiente também pode ser calculado com base em dados históricos.

#### 1.4. Diferenciação do custo de capital
O custo de capital pode ser calculado de forma uniforme, considerando globalmente todas as actividades prestadas pelo operador notificado, ou, alternativamente, poderá equacionar-se a aplicação de uma taxa de remuneração de capital distinta para os diversos serviços que o operador presta, reflectindo-se as diferentes condições concorrenciais do mercado, o risco específico de cada mercado e o nível de investimento e capitais empregues em cada um dos serviços.
Esta abordagem suscita algumas questões que podem dificultar a sua implementação.
Embora o valor da dívida e capitais próprios possa ser facilmente determinado para um operador como um todo, não é fácil fazê-lo para cada uma das suas actividades ou para cada um dos mercados onde o operador actua. Tal deve-se ao facto de as decisões financeiras constituírem decisões tomada ao nível global do operador, e não necessariamente relacionadas com cada uma das suas actividades em particular. Também a posição de dívida da empresa pode não estar directamente relacionada com as necessidades de dívida de cada uma das suas actividades. Assim, surge o problema de determinar o valor do capital de cada actividade.
No entanto, reconhece-se que a diferentes actividades podem estar subjacentes riscos diferentes, o que poderá ter reflexo em diferentes custos de capitais próprios, mesmo que a estrutura financeira da empresa seja a mesma.

### Avaliação por actualização dos dividendos
Calcula-se o valor da empresa pela actualização dos dividendos futuros. É bastante importante para participações minoritárias, pois o rendimento esperado pelos accionistas baseia-se nos dividendos e nas mais valias realizadas pelo potencial crescimento.
Segundo este tipo de avaliação, o valor da empresa ou das acções da empresa, corresponde ao valor actual dos dividendos esperados (DPA), actualizados à taxa de retorno mínima exigida pelos accionistas, ou seja, ao custo do capital próprio (ke).
Aquando da aquisição de acções, o investidor espera obter dois tipos de retorno
- dividendos durante o período de posse das acções;
- mais-valias através de um preço de venda superior ao preço de aquisição da acção.
Contudo o preço de venda das acções no final do período de posse é ele próprio calculado com base nas expectativas quanto aos dividendos futuros a partir dessa data.
O principal indicador para o investidor que quer apostar nessa categoria de renda variável é o chamado dividend yield, que mostra o retorno em dividendos frente ao preço da ação. Quanto mais alto esse índice, maior o valor do dividendo pago.

#### Modelo Geral
Modelo geral
P0 =D1/((1+Ke))+P1/((1+Ke))
Os pequenos accionistas, podem apenas esperar (como fluxos de um investimento, dividendos anuais que a empresa vier a pagar enquanto detiverem a acção e o valor realizado na alienação desta. Assim, para o accionista que detém a acção durante 1 ano, o valor actual de 1 acção (P0) pode ser estimado com base nos dividendos do próximo ano (P1) actualizado à taxa de oportunidade do custo de capital (Ke)  

#### Modelo de GORDON
O Modelo de Gordon é um modelo de avaliação de empresas que se baseia puramente num fluxo de dividendos que cresce á taxa constante.

#### Modelo de MALKIEL
P0=(D0*(1+g1))/(Ke-g1)*[1-〖((g1-gn))/((ke-gn))((1+g1)/(1+ke))〗^(T-1) ]
Uma das principais críticas ao modelo de Gordon é que prevê apenas uma taxa de crescimento.
Para tentar resolver esse problema, Malkiel desenvolveu um modelo com duas fases distintas de crescimento, sendo a primeira fase com taxa de crescimento ultranatural; como é comum nas empresas iniciantes e principalmente, em empresas de tecnologia; e a segunda fase considerando que a empresa atingira um determinado estagio de crescimento e passara então a ter crescimento constante ou de cruzeiro.
1ª fase – taxa de crescimento constante e normal supranormal (g1); dividendos do ponto de vista financeiro se definem como uma renda postecipada de termos finitos com início no período 1 até ao período T com taxa de crescimento (g1)
2ª fase – taxa de crescimento constante e normal até ao infinito (gn); trata-se de uma renda perpétua a partir de T+1, de termos crescentes à taxa de gn
Permite trabalhar com duas taxas de crescimento
Utiliza pressuposto de ocorrência pouco provável que é a taxa de crescimento dos dividendos cair abruptamente no ano T, de g1 para gn. Seria mais natural que g1 fosse reduzindo progressivamente.
Criticas ao modelo de Malkiel:
Este modelo pressupõe uma queda da taxa de dividendos abrupta entre os dois períodos, o que é pouco provável.
Limitações:
É difícil definir o nº de anos da fase de crescimento supranormal e quanto mais longo for este período,maior será o P0.
Quebra radical na taxa de crescimento, quando, na realidade, o que se verifica é uma redução gradual até à estabilidade.

#### Modelo H
Fuller e Hsia desenvolveram um modelo de dividendos e avaliações de acções(1984), que lhe chamaram de H (half), por dividir o período ao meio, ou seja, eles introduziram o que Gordon e Malkiel não tinham feito, ao considerar três taxas de crescimento. A primeira taxa foi chamada de supranormal, quando a empresa cresce a taxas elevadas e, principalmente, quando esta no processo de start up. A segunda taxa é a de transição (do crescimento acelarado para o normal) e a terceira, que é a taxa de crescimento constante ou de cruzeiro, acontece quando a empresa se encontra num estágio maduro.
Aproxima-se mais da realidade do que os modelos anteriores, e consegue estimar o valor da acção de uma empresa usando apenas 4 parâmetros:  dividendo do ano, duas taxas, de crescimento e custo de capital próprio
Este Modelo tem uma aprximação com o modelo de Malkiel da seguinte forma:
P0=D0/(ke-Gn)*[(1+Gn)+T1*(G1-Gn)]
Pode ser entendido por mais duas fases.por exemplo um modelo a três fases tem:
P0=D0/(Ke-Gn)*[(1+Gn)+T1*(g1-Gn)+(T2-T1)*(G2-Gn)]
O modelo H pressupõe que a taxa intermédia, G2, é metade das taxas G1 e Gn.
G2=(G1+Gn)/2
Isto, substituindo na formula obtém-se:
Po=D0/(Ke-Gn)*[(1+Gn)+((T1+T2)/2)*(G1-Gn)]
sendo que:
G1= Taxa de crescimento supranormal
Gn=Taxa de crescimento normal em velocidade de cruzeiro
T1=Anos de crescimento supranormal
T2=Início do crescimento normal
Limitações:
O modelo é muito conservador, dado que o valor de uma empresa traduz expectativas quanto a muitas outras variáveis e não apenas
aos dividendos.
Esta crítica é igualmente aplicável a todos os outros modelos de avaliação referente ao Método dos Dividendos Actualizados.

#### Modelo dos dividendos em duas fases
Com os modelos de Gordon, Malkiel e H evita-se estimar os dividendos ano a ano até ao infinito. Estes 3 modelos só são exequíveis se as taxas de crescimento forem inferiores à respectiva taxa de custo de capital do período em análise. Na prática pode acontecer que nos primeiros anos do período previsional o crescimento supranormal conduza a taxas de crescimento superiores ao custo de capital. Por isso, o mais viável será utilizar um modelo geral de avaliação dos dividendos para esses primeiros anos combinando-o com pressupostos do modelo de Gordon (ou outro) para estimar o valor futuro de venda da acção (valor residual) num ano futuro designado por T em que o preço de venda da acção no ano T pode assumir, por exemplo, os pressupostos de continuidade do modelo de Gordon, de modo que:
Pt= (Dt+1)/█(Ke-g@)
Em alternativa, pode utilizar-se o modelo de Malkiel, um modelo por fases ou o modelo H para estimar o valor residual da acção na data T 
Limitações: quando as empresas não distribuem dividendos, a actualização de dividendos nulos dará um valor nulo, o que indica que a empresa não tem valor, o que é falso. Mesmo sem distribuir dividendos as empresas tem valor de mercado pois o reinvestimento dos lucros pode gerar mais valias para os accionistas e, por isso, aumentar o valor residual da acção. 

#### Custo do capital próprio baseado no modelo de dividendos
Qualquer dos modelos de dividendos apresentados para avaliar empresas na óptica dos sócios e accionistas pode ser usado sobre empresas cotadas ou sobre empresas adquiridas para estimar o custo do capital próprio implícito na transacção. Esse custo poderá ser usado em processos de avaliação de empresas concorrentes com risco idêntico.
Modelo de Gordon: a partir deste pode-se facilmente estimar o custo de capital próprio, bastando para o efeito resolver a respectiva equação em ordem à variável custo do capital, obtendo-se:
Ke = D1/(P0)+g
Daqui se conclui que o custo do C.P. é função da taxa de rendibilidade em dividendo e da taxa de crescimento do dividendo (que corresponde ao ganho de mais-valias)
Modelo H: Simplificado, permite estimar o custo do capital próprio de imediato:
Ke = D0/P0 [(1+gn)+H(g1-gn) ]+gn

### Avaliação por actualização dos fluxos de caixa actualizados
De acordo com a teoria financeira moderna, não faz sentido basear o valor da empresa em modelos estáticos históricos (tais como a óptica patrimonial e a comparação com o mercado), pois uma empresa vale pela sua potencialidade de gerar riqueza no futuro. Por outro lado, modelos baseados no lucro tem o inconveniente de não considerar a necessidade de investimento para sustentar o nível de lucros actuais e, como referimos anteriormente, a utilização dos lucros supranormais não afasta o problema da dependência de utilização de critérios contabilísticos adoptados pela gestão. Esses critérios não deveriam influenciar o valor da empresa, excepto quando tenham  implicações sobre os fluxos de caixa gerados para a empresa e para os accionistas. 
Com base neste método e em termos gerais, o valor da empresa ou das acções da empresa, corresponde ao valor actual dos fluxos de caixa ou Cash-flows futuros, actualizado ao custo de capital que reflicta o risco associado aos mesmos.
Estimam-se os fluxos de caixa previsionais e actualizam-se ao custo de capital.

#### Tipologia dos fluxos de caixa
A tendência hoje é para considerar que uma empresa vale pela sua capacidade de gerar fluxos de caixa futuros, sendo esses actualizados ao custo de capital ajustado ao risco desses fluxos.

##### Modelo Genérico
VAL - Valor actual liquido é o mais recomendado por ser o valor actual dos fluxos de caixa actualizados e considerar como fluxo de caixa do ano zero, o próprio investimento. 
VAL= -Io+[FC1/(1+K1)]+[FC2/((1+K1)(1+K2))]+…+[FCn/((1+K1)(1+K2)…(1+Kn))]
Se o VAL for positivo, então o projecto de investimento cria valor para o investidor
porque o valor dos fluxos futuros é superior ao investimento a realizar.
Na avaliação de empresas tudo é idêntico à avaliação de investimentos. A única
diferença do ponto de vista matemático é que a incógnita passa a ser o valor do
investimento I 0 e não o VAL. A questão é a de saber qual o preço máximo a pagar pela
aquisição da empresa, de modo a que o investimento que se vai fazer tenha um VAL
positivo

##### Fluxos de caixa na avaliação de empresas

###### Fluxo de caixa livre (FCL)
FCL representa os meios financeiros líquidos gerados pelas actividades operacionais, de investimento e de financiamento externo que ficam disponíveis para os accionistas ou sócios. 
FCL=RL+A+P+ΔNMF-I-R+E
FCL Fluxo de caixa livre
RL Resultado Liquido
A Amortizações do exercício
P Provisões do exercício
ΔNFM Acréscimo das necessidades de fundo de maneio
I Investimento em activos fixos
R Reembolso de capital dos empréstimos obtidos
E Empréstimos obtidos no exercício
As Variações das necessidades de fundo de maneio (ΔNFM) apuram-se pela variação
estimada nas contas do activo e passivo cíclicos.
Se a empresa mantiver constante a sua estrutura de capitais, então o fluxo de caixa livre
pode estimar-se do seguinte modo (Damadoran, 1996):
FCL = RL – (1-d ) x (I – A) – (1-d ) x ΔNFM
d → representa o rácio de endividamento da empresa (Capital alheio/ Capital
Total investido)
Esta fórmula é mais relevante para calcular o valor residual da empresa pelos fluxos de caixa actualizados pois pressupõe a não existência de provisões do exercício, o que é frequente nas avaliações de empresas e negócios.
Consideram-se actividades operacionais (NCRF 3) a quantia de fluxos proveniente de actividades operacionais, é um indicador chave na medida em que as operações geraram fluxos de caixa suficientes para pagar empréstimos, manter a capacidade operacional da entidade, pagar dividendos e fazer novos investimentos, sem recurso a fontes externas de financiamento. A informação acerca dos componentes específicos dos fluxos de caixa operacionais históricos é útil, juntamente com outras informações, na previsão de futuros fluxos de caixa operacionais.
Os fluxos de caixa das actividades operacionais são principalmente derivados das principais actividades geradoras de réditos da entidade. Por isso, eles são geralmente consequência das operações e outros acontecimentos que entram na determinação dos resultados da entidade.
Temos como exemplos de fluxos de caixa de actividades operacionais os:
Ø	Recebimentos de caixa provenientes da venda de bens e da prestação de serviços, de royalties, honorários, comissões e outros réditos;
Ø	Pagamentos de caixa a fornecedores de bens e serviços, por conta e a empregados;
Ø	Pagamentos ou recebimentos de caixa por restituições de impostos sobre rendimentos, amenos que estes se relacionem com as outras actividades;
Ø	Recebimentos e pagamentos de caixa de contratos detidos com a finalidade de negócio.
Algumas transacções, tal como a alienação de um elemento do activo fixo tangível originam ganhos ou perdas que são incluídos na demonstração de resultados. Contudo, os fluxos de caixa relacionados com estas transacções são classificados como pertencentes a actividades de investimento.
Uma entidade pode deter títulos e empréstimos para finalidade do negócio, situação em que são similares a inventários adquiridos especificamente para revenda. Por isso, os fluxos de caixa provenientes da compra e venda de títulos para negociar ou comercializar são classificados como actividades operacionais. De forma semelhante, os adiantamentos de caixa e empréstimos feitos por instituições financeiras são geralmente classificados como actividades operacionais desde que se relacionem com as principais actividades geradoras de rédito dessa actividade.
Um rédito (NCRF 20 – Rédito), é o rendimento que surge no decurso das actividades ordinárias de uma entidade e que pode ser referido por uma variedade de nomes diferentes incluindo vendas, honorários, juros, dividendos e royalties. Corresponde, portanto, ao influxo bruto de benefícios económicos durante o período proveniente do curso das actividades ordinárias de uma entidade quando esses influxos resultarem em aumentos de capital próprio, que não sejam aumentos relacionados com contribuições de participantes no capital próprio.
Desta definição resulta que o rédito inclui apenas os influxos brutos de benefícios económicos recebidos e a receber pela entidade de sua própria conta. As quantias cobradas por conta de terceiros, tais como impostos sobre vendas, impostos sobre bens e serviços e impostos sobre o valor acrescentado, não são benefícios económicos que fluam para a entidade e não resultem em aumentos de capital próprio. Por isso, são excluídos do rédito. Da mesma forma, num relacionamento de agência, os influxos brutos de benefícios económicos não resultam em aumentos de capital próprio para a
entidade. As quantias cobradas por conta do capital não são rédito. Em vez disso, o rédito é a quantia de comissão.
A questão primordial na contabilização do rédito é a de determinar quando reconhecer o mesmo. O rédito é reconhecido quando for provável que benefícios económicos futuros fluirão para a entidade e esses benefícios possam ser fiavelmente mensurados.
Esta norma identifica as circunstâncias em que estes critérios serão satisfeitos e, por isso, o rédito será reconhecido. Ela também proporciona orientação prática na aplicação destes critérios.
Resumindo: Rédito é o influxo bruto de benefícios económicos durante o período proveniente do curso das actividades ordinárias de uma entidade quando esses influxos resultarem em aumentos de capital próprio, que não sejam aumentos relacionados com contribuições de participantes no capital próprio.
O rédito inclui somente os fluxos brutos de benefícios económicos recebidos e a receber pela entidade de sua própria conta. As quantias cobradas por conta de terceiros tais como impostos sobre vendas, impostos sobre bens e serviços e impostos sobre o valor acrescentado não são benefícios económicos que fluam para a entidade e não resultem em aumentos de capital próprio. Por isso, são excluídos do crédito.

###### Fluxo de caixa de caixa operacional líquido (FCO)
representa os meios gerados pelas operações, líquidos de investimentos em activo fixo e em necessidades de fundo de maneio, necessários para o desenvolvimento da empresa.
FCO=RO.(1-t)+A+P-ΔNFM-I
RO = Resultados Operacionais esperados
t = Taxa esperada de imposto sobre lucros
Nos FCO para avaliação de empresas, os impostos sobre os lucros calculam-se sobre os
resultados operacionais e deduzem-se´os investimentos necessários para garantir o crescimento.

##### Avaliação pelos fluxos de caixa actualizados
Os métodos de avaliação pelos fluxos de caixa agrupam-se em três categorias:
- Método dos capitais próprios (mais utilizado nos anos 1980)
- Método do custo médio (adoptado em 1986, ganhou imediata adesão dos analistas tornando-se o mais usado)
- Método do valor actual líquido ajustado (VALA)

##### Método dos capitais próprios
Este método utiliza os fluxos de caixa livres (FCL). Pela teoria financeira o fluxo de caixa deve ser actualizado à taxa de custo do capital ajustada ao risco correspondente.
Desta frma, o fluxo de caixa livre corresponde a valores disponíveis para os accionistas, logo a taxa de actualização apropriada é o custo do capital próprio (Ke).
A fórmula de avaliação apura de forma directa o valor dos capitais próprios (VCPo).
O modelo é usado para prever em duas fases:
→ na 1.ª faz-se a previsão (anual), explícita dos FCL
→ na 2.ª pressupõe-se um padrão para a sua evolução e calcula-se ovalor residual no final da 1.ª fase. Estimam-se os fluxos de caixa livres para os primeiros anos de actividade até ao ano de cruzeiro, T, e o valor residual da empresa nessa data (URCPT), que é actualizado para o ano zero ao custo do capital próprio.

###### Valor Residual
Para calcular o valor residual podem utilizar-se diversos métodos.Para manter a coerência na avaliação dos FCF actualizados, pressupõe-se um nível de endividamento constante, d, e taxa de crescimento constante, g, para os FCF e a empresa um período de vida útil, n, que tende para infinito.
Nessa base tem-se uma série de progressão geométrica que é convergente desde que
Ke >g cuja soma é:
VRCP(T)= [FCF(T)*(1+g)]/(ke-g)
"Taxa de crescimento sustentável no longo prazo"
g* = RCP(1-d)
em que:
g* →Taxa de crescimento sustentável
RCP→ Rendibilidade de capital próprio expectável no longo prazo
d  →Taxa de distribuição dos lucros no longo prazo
A taxa de crescimento sustentável pode ser determinada a partir do modelo aditivo de
cálculo de rendibilidade dos capitais próprios
g* =[RCI + (CA/CP)*(RCI-Kd)*(1-T)*(1-d)
T   →Taxa de imposto sobre lucros
1-d →Taxa de retenção de lucros
RCI →Rendibilidade dos capitais totais investidos que se calcula do seguinte modo:
RCI = RO/(CP+CA)
RO →Resultados operacionais
CP →Capital próprio
CA →Capital alheio
««Características do método dos capitais próprios:»»
A aplicação deste método é aconselhada particularmente em empresas com taxas de crescimento muitoelevadas a curto prazo.
É importante assegurar a consistência entre os pressupostos de evolução das variáveisneste método e as características de cada fase de crescimento por forma a assegurar a viabilidade dos resultados, nomeadamente quanto a:
- Investimentos em activo fixo → quando a empresa se apresenta em fase de grande crescimento, o investimento tende a ser superior às amortizações do exercício, na fase de transição os montantes tendem a aproximar-se e na fase de maturidade, as amortizações tendem a ser superiores aos investimentos. Para ser consistente com o pressuposto de continuidade até ao infinito terá de haver investimentos de reposição capazes de manter o nível produtivo da empresa.
- Fluxo de dívida → o valor é muito sensível a esta rubrica pelo que é importante elaborar um plano financeiro integrado com balanços e demonstrações de resultados e fluxos de caixa considerarando os fluxos de empréstimos e reembolsos que se prevê de forma anual e sustentável.
- Risco → o risco diminui à medida que a sua dimensão aumenta e que se torna mais estável, sólida e diversificada. Assim pelo CAPM ao longo das fases de crescimento, o beta da empresa deveria reduzir-se, e, consequentemente também o custo do capital próprio.

##### Método do Custo Médio
Neste método utilizam-se as seguintes variáveis:
- os fluxos de caixa operacionais (FCO)→ficam disponíveis para os accionistas e credores, pelo que a taxa de actualização deve corresponder à taxa de custo médio do capital.
- o custo médio de capital (km).
A avaliação é feita na óptica da empresa como entidade. Actualizam-se os fluxos de caixa operacionais ao custo médio do capital para avaliar a actividade operacional da empresa. A este valor soma-se o valor dos activos não afectos à exploração, aplicações de tesouraria e de investimento, de modo a apurar o valor total da empresa.
Os fluxos de caixa (operacionais e não operacionais) são apurados de independentemente do financiamento. A estrutura financeira como objectivo e a consequente poupança fiscal obtida pela utilização de capital alheio reflecte-se na estimativa do custo médio do capital.
É utilizado o modelo em duas fases primeiro onde os fluxos de caixa operacionais são estimados de modo explícito e discreto (anual), e a depois pressupõe-se uma taxa de crescimento constante para os fluxos de caixa operacionais.

###### Valor residual
Para calcular o valor residual da empresa em laboração (VRE), pode usar-se qualquer das ópticas antes referidas.
Na prática é frequente usar-se o modelo da perpetuidade com taxas de crescimento constantes:
VRE(T)=(FCOt+1)/(km-gu)
g u → Taxa de crescimento dos fluxos de caixa operacionais, isto é, dos fluxos de caixa não alavancados pela dívida.

###### Taxa de crescimento sustentável no longo prazo
g* e = RCP (1-d)

##### Método do valor actual líquido ajustado
VEo= VAOo+VANOo+VCDo
VEo → Valor total da empresa
VAOu → Valor dos activos operacionais (afectos à exploração) semendividamento
VANOu → Valor dos activos não operacionais (não afectos à exploração) sem endividamento
VCD → Valor criado pela dívida
O valor intrínseco dos capitais próprios calcula-se:
VCPo=VEo-VDo
VD → Valor da dívida
VCP → Valor do capital próprio
Características do VALA
É o método que melhor se adapta à avaliação de empresas com diversos negócios e em fase de reestruturação de activos. Cada unidade de negócios pode ser avaliada autónomamente.

##### Coerência entre os três métodos de avaliação pelos fluxos de caixa
Em teoria, o valor actualizado da empresa para os accionistas é o mesmo em qualquer dos métodos, se na prática não ocorrer a igualdade, significa que o avaliador introduziu pressupostos simplificadores ou foram cometidos erros.
Desde que se utilizem os mesmos pressupostos e se apliquem de forma coerente e adequada a teoria financeira, os três métodos de avaliação dão precisamente valores iguais.

##### Métodos de apuramento do valor residual
Entende-se por valor residual o valor da empresa no final do período para o qual foram feitas previsões anuais discretas de forma explícita, e para o seu cálculo podem usar-se três ópticas em função do mais adequado à perspectiva da empresa.
- óptica patrimonial →pressupõe que a empresa não tem continuidade, daí que não seja um
critério adequado às empresa em funcionamento.
- óptica de comparação → o seu valor de transacção pode estimar-se por comparação com outras empresa no mercado.
- óptica do rendimento → O valor residual pode ser estimado através de um padrão de evolução para os fluxos de caixa ou para os resultados, desta forma o valor residual será calculado pela evolução continuada e uniforme dos fluxos de caixa até determinado período.

##### Modelos de avaliação em duas fases
Os modelos de avaliação mais usados na prática apresentam as seguintes características:
- Numa 1ª fase estimam-se os fluxos de caixa de forma explícita e discreta, ano a ano
até ao período T;
- A partir de T faz-se previsão residual com uma evolução estandardizada dos fluxos;
- É frequente considerar-se a empresa com vida económica infinita.

##### Modelos de avaliação em três fases
Na avaliação da empresa por vezes durante um determinado número de anos seguidos a T, data em que termina a previsão discreta explicita, ainda terá vantagens competitivas e crescimento supranormal, e que mais adiante (no período T+n) é que se podem considerar fluxos de caixa a entrar em regime cruzeiro, pelo que agora é possível criar modelos com três fases:
→ na 1ª fase faz-se a previsão discreta e explicita dos fluxos de caixa anuais até período T;
→ na 2ª fase considera-se um modelo de valor residual com termos finitos até ao período T+n
→ na 3ª fase considera-se um modelo de valor residual de termos perpétuos a partir de T+n+1

##### Custo do capital baseado nos fluxos de caixa actualizados
Neste método o custo de capital pode ser calculado para trás,isto é, depois de conhecer o valor dos capitais próprios pode-se estimar o custo do capital próprio, o custo médio do capital, de acordo com o método de fluxos de caixa escolhido.